# Дукова дорога
Дукова дорога — історична назва шляху (дороги) у Броварах. Пов'язана з іменем одного з героїв билини про Солов'я-розбійника — Дюка Степановича. 
Проходила по водорозділу Бровари — Димерка — Семиполки. У билині центральним епізодом є суперництво боярина Чурила і Дюка Степановича: вони домовилися про перегони на конях, що їх Чурило програв.